# Georges Valantin
Pour les articles homonymes, voir Valantin.
Georges René Valantin, né le 12 juillet 1896 à Saint-Côme (Gard), et mort à Clarensac le 17 décembre 1968, est un directeur de la police judiciaire.
Il a entre autres été chargé de l'affaire du vol des bijoux de la Bégum. Il remit en cause certaines méthodes de la sûreté nationale. Il accusa Pierre Bertaux, directeur de la Sûreté nationale de 1949 à 1951, d'avoir informé le principal suspect, Paul Leca,.
Lors des élections législatives de 1958, candidat dans la deuxième circonscription du Gard, il est battu par Jean Poudevigne.